# Capacho (cesta)

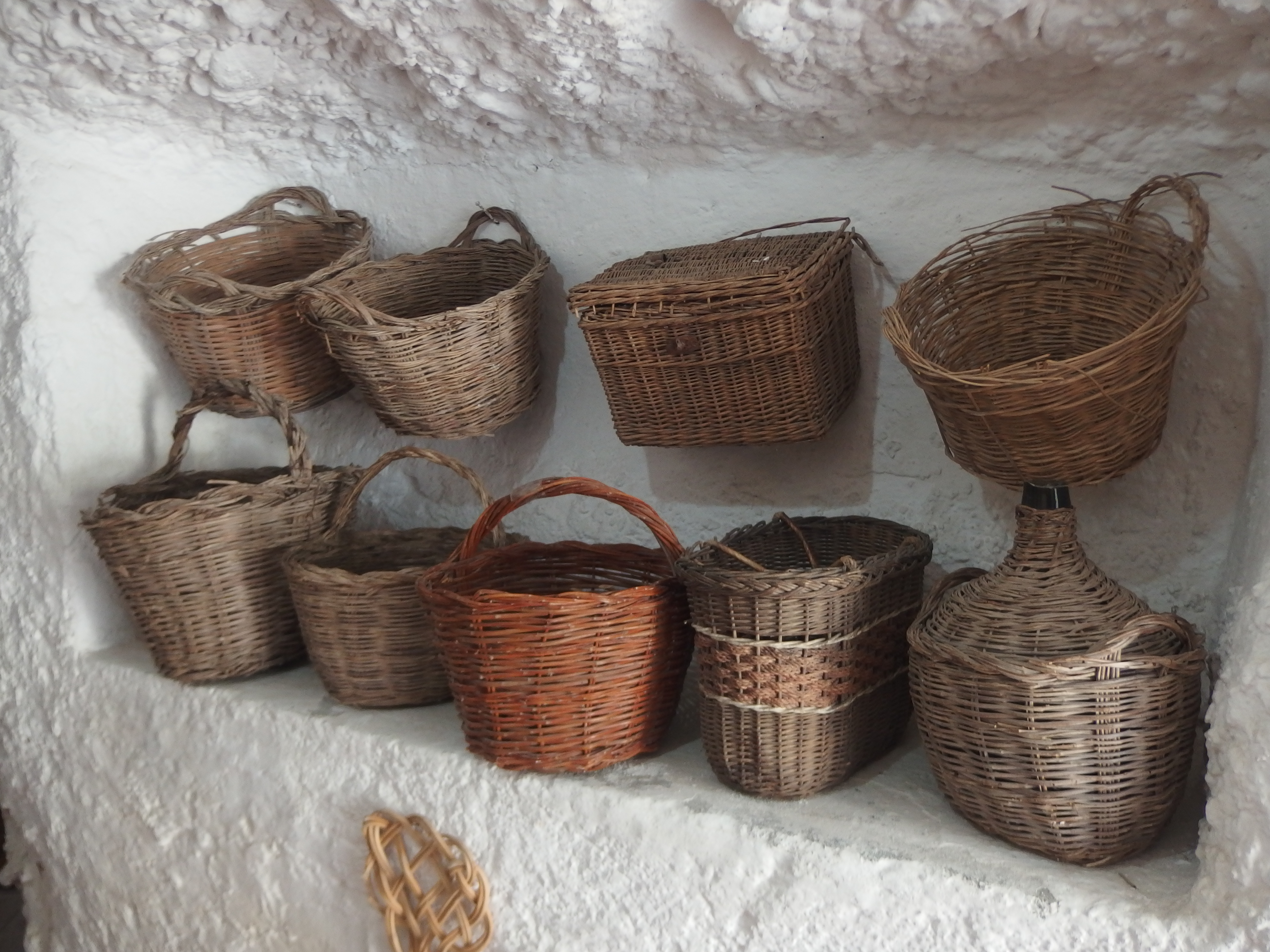
Varias cestas, espuertas o capachos de mimbre en Granada

Se denomina capacho a un recipiente similar a la espuerta, fabricado con junco, mimbre, cuero, etc., que puede ser utilizado para diferentes propósitos. 
El capacho suele servir para llevar o transportar fruta, minerales u otros materiales. Con el mismo significado, se designa a una media será de esparto con que se cubren los cestos de las uvas y las seras de carbón. Otros usos son:
- Entre albañiles, se llamaba así al pedazo de cuero o de estopa muy gruesa cosido con dos cabos de cordel grueso de cáñamo a manera de asas en que se llevaba la mezcla de cal y arena desde el montón para la construcción de edificios y otras obras. Así mismo los primeros habitantes la usaban para recolectar frutas.
- En los molinos de aceite, seroncillo de esparto apretado compuesto de dos piezas redondas cosidas por el canto. La de abajo tenía un agujero pequeño y la de arriba otro mayor por donde se llenaba de la aceituna ya molida. Se ponían estos capachos unos encima de otros echándoles agua hirviendo y sobre todos, cargaba la viga para que saliera el aceite.